# 1880

## Събития
- 7 април (26 март стар стил) – Съставено е третото правителство на България, начело с Драган Цанков.
- 7 юли (25 юни стар стил) – В Княжество България с княжески Указ № 296 към Министерството на финансите е образувано Статистическо-организационно отделение.
- 10 декември (28 ноември стар стил) – Съставено е четвъртото правителство на България, начело с Петко Каравелов.

## Родени
- Атанас Кършаков, български революционер
- Вълчо Иванов, деец на БКП
- Гоно Йотов, гръцки андартски капитан
- Иван Анастасов, български революционер
- Леонидас Петропулакис, гръцки андартски капитан
- Мирчо Кипрев, български революционер
- Никола Дечев, български революционер
- Никола Каранджулов, български революционер
- Никола Юруков, български архитект и революционер
- Стерьос Влахбеис, гръцки андартски капитан
- Телос Агапинос, гръцки военен и революционер
- Тихомир Павлов, български писател
- декември – Данаил Крапчев, български журналист
- септември – Стойо Хаджиев, български революционер
- юни – Димитър Попстаматов, български революционер
- 22 януари – Фриджес Рис, унгарски математик
- 22 януари – Фридеш Рис, унгарски математик
- 26 януари – Дъглас Макартър, американски генерал
- 16 февруари – Венелин Ганев, български юрист и политик
- 20 февруари – Трифон Кунев, български поет и фейлетонист
- 21 февруари – Георги Казепов, български революционер и учител
- 28 февруари – Тодор Страшимиров, български политик
- 2 март – Мицумаса Йонаи, Министър-председател на Япония
- 20 март – Мамин Колю, български революционер
- 22 март – Куниаки Коисо, Министър-председател на Япония
- 3 април – Ото Вайнингер, австрийски философ
- 12 април – Хари Бор, френски киноактьор
- 1 май – Васил Ив. Стоянов, български детски поет
- 3 май – Кирил Попов, български математик
- 5 май – Сотир Маринков, български военен деец
- 18 май – Димитър Бояджиев, български поет
- 24 май – Пиетро Малети, италиански офицер
- 28 май – Христо Силянов, български революционер, писател и историк
- 29 май – Освалд Шпенглер, немски философ
- 10 юни – Андре Дерен, френски художник
- 20 юни – Петър Завоев, български журналист и писател
- 27 юни – Хелън Келер, американска общественичка
- 15 август – Йевто Дедийер, сръбски географ
- 23 август – Александър Грин, руски писател (стар стил – 11 август)
- 26 август – Гийом Аполинер, френски поет
- 28 август – Николай Масалитинов, Български театрален актьор, режисьор и педагог от руски произход
- 23 септември – Джон Бойд Ор, британски политик
- 16 октомври – Андрей Мацанов, български революционер
- 28 октомври – Димитър Кондов, деец на БКП
- 1 ноември – Алфред Вегенер, немски учен
- 6 ноември – Роберт Музил, австрийски писател
- 9 ноември – Йордан Йовков, български писател
- 18 ноември – Наум Торбов, български архитект
- 28 ноември – Александър Блок, руски поет
- 16 декември – Никола Стоицев, български учител
- 20 декември – Стефан Ненков, български общественик
- 21 декември – Донка Ушлинова, българска революционерка и подофицер
- 25 декември – Димитър Михалчев, български философ
- 26 декември – Елтън Мейо, американски социолог
- 27 декември – Стефан Младенов, български езиковед и диалектолог
- 31 декември – Джордж Маршал, Американски държавник

## Починали
- 8 май – Гюстав Флобер, френски писател
- 30 юни – Димитър Трайкович,
- 3 септември – Вилхелм Вестмайер, немски композитор и пианист
- 5 октомври – Жак Офенбах, френски композитор
- 11 ноември – Нед Кели, австралийски разбойник

Вижте също:
- календара за тази година